# IPhone 13
iPhone 13 – smartfon z linii iPhone opracowany, wyprodukowany i sprzedawany przez amerykańską firmę Apple. Jest podstawowym wariantem serii, której premiera odbyła się 14 września 2021, a w skład której wchodzą 4 modele. Są to iPhone 13 mini, iPhone 13, iPhone 13 Pro i iPhone 13 Pro Max. Smartfon posiada standard NFC umożliwiający płatności zbliżeniowe, a także moduł 5G. Telefon ma 6,1-calowy wyświetlacz OLED Super Retina XDR z HDR z odświeżaniem 60 Hz. Urządzenie jest odporne na zachlapanie, wodę i kurz o stopniu ochrony IP68 oraz posiada technologię indukcyjnego ładowania. Dostępny jest w 6 kolorach: zielonym, różowym, niebieskim, północ, księżycowa poświata, czerwonym (Product RED).

## Aparaty fotograficzne
iPhone 13 posiada dwa 12-megapikselowe obiektywy tylne. Główny ze stabilizowaną matrycą, pikselami rozmiaru 1,7 mikrometra oraz przysłoną f/1.6, oraz obiektyw ultraszerokokątny z przysłoną f/2.4. Aparat umożliwia nagrywanie wideo Dolby Vision HDR do 4K przy 60 klatkach na sekundę. Przedni aparat portretowy ma matrycę 12 Mpx przysłonę f/2.2.

## Nowości względem poprzednika
- sześciordzeniowy chip A15 Bionic
- nieco jaśniejszy wyświetlacz (800 nitów vs 625 nitów w iPhonie 12)
- możliwość korzystania z dwóch kart eSIM
- wariant z większą pamięcią wewnętrzną (512 GB vs maksymalnie 256 GB w iPhone 12)
- obiektywy w aparatach są w stanie uchwycić aż o 47% więcej światła
- tryb filmowy oraz style fotograficzne
- większa pojemność akumulatora[4]